# Irländska fristaten
Irländska fristaten (iriska: Saorstát Éireann; engelska: Irish Free State) var mellan 1922 och 1937 den stat som bildades i samband med undertecknandet av det anglo-irländska avtalet 1921 och trädde i kraft ett år senare. Staten omfattade 26 av Irlands 32 grevskap och hade ställning som dominion inom Brittiska imperiet. Denna kompromisslösning väckte stort missnöje bland stora delar av den nationalistiska rörelsen som strävade efter en enad och fullt självständig irländsk republik. Missnöjet ledde till det irländska inbördeskriget som inträffade mellan 28 juni 1922 och 24 maj 1923. Den irländska fristaten upphörde i och med att en ny konstitution antogs 1937 och ersattes av Republiken Irland.